# Thomas Luke Msusa
Thomas Luke Msusa, s.m.m, né le 2 février 1962 à Iba, est un prélat catholique malawite, évêque de Zomba de 2003 à 2013 puis archevêque de Blantyre à partir de 2013.

## Biographie
Thomas Luke Msusa nait au sein d'une famille musulmane dont le père est même imam. Il quitte le domicile familial à l'âge de 7 ans pour aller à l'école et décide de se convertir au catholicisme à l'âge de 12 ans, puis d'entrer au séminaire. À son retour, il est rejeté par sa famille hormis son oncle, lui-même converti au catholicisme. 
Il est ensuite ordonné prêtre pour la Compagnie de Marie le 3 août 1996. 
Le 19 décembre 2003, le pape Jean-Paul II le nomme évêque de Zomba. Le nonce apostolique pour la Zambie et le Malawi, Orlando Antonini, lui confère le 17 avril de l'année suivante l'ordination épiscopale ; sont ordonnés en même temps Tarcisius Gervazio Ziyaye, archevêque de Blantyre, et Allan Chamgwera, évêque émérite de Zomba.
Cette même année, son père lui demande à entrer lui aussi au sein de l'Église catholique. Mgr Msusa le baptise alors en 2006 après qu'il a suivi un enseignement catéchétique. 
Le chef traditionnel le nomme également chef d'un village composé de 62 familles chrétiennes et musulmanes, fonction qu'il laisse ensuite à sa sœur en raison de ses nombreuses responsabilités épiscopales. 
En 2015, il est nommé vice-président de l'association de huit pays membres des Conférences épiscopales d'Afrique orientale et participe au second synode sur la famille.